# Daniel Svensson
Pour les articles homonymes, voir Svensson.
Daniel Svensson, né le 20 novembre 1977 à Göteborg, est un musicien suédois. Il est le batteur du groupe de death metal mélodique In Flames ainsi que le chanteur/batteur du groupe de Sacrilege GBG (anciennement Sacrilege). 

## In Flames
Il a rejoint In Flames en 1998 pour remplacer Björn Gelotte, qui partait de la batterie pour s'installer à la guitare afin de remplacer Niklas Engelin. Il est le dernier membre ayant rejoint le groupe, Peter Iwers rejoignit le groupe quelques mois avant lui. Son premier album avec le groupe aura été Colony. 
Le 7 novembre 2015, Daniel Svensson quitte le groupe après 17 ans passé en tant que batteur, pour se consacrer à sa famille.

## Discographie

### Avec Sacrilege GBG (anciennement Sacrilege)
- To Where Light Can't Reach (Demo) , 1995
- ...And Autumn Failed (Demo)  , 1995
- Lost In The Beauty You Slay, 1996
- The Fifth Season, 1997
- A Matter Of Dark, aucune date de sortie confirmée

### Avec In Flames
- Colony, 1999
- Clayman, 2000
- Reroute To Remain, 2002
- Trigger (EP), 2003
- Soundtrack To Your Escape, 2004
- Come Clarity, 2006
- A Sense Of Purpose, 2008
- Sounds of a Playground Fading, 2011
- Siren Charms, 2014